# ブラックデビル (オレたちひょうきん族)
ブラックデビルは、フジテレビ系バラエティ番組『オレたちひょうきん族』のタケちゃんマンのコーナーで高田純次、明石家さんまが演じた敵キャラクター。悪魔の子を自称する怪人である。

## 概要
タケちゃんマンと最初に戦った怪人。第3話から第51話まで登場した。当初の演者は高田純次だったが、第4話から明石家さんまに交代した。高田が演じた初代は白塗りメイクであり、2代目とは容貌が大きく異なる。鳴き声など、設定や特徴の多くは、さんまへの交代後に付加されている。
後の怪人と異なり、正統派の悪役としての性格が強い。悪魔の子であり、悪魔の帝王となることを夢見て悪事を働いている。変身能力を用いて人間社会に潜み、さまざまな事件の黒幕となってはタケちゃんマンと対決する。

## 設定・展開
暗黒星雲の彼方の星から26年前、奈良県の生駒山中に飛来した。本名はブラック・デビルマン。故郷には両親と妻、5人の子供がいるが、暮らしは貧しい。子供の1人がブラックデビルJr.であり、後に地球を訪れてタケちゃんマンと対決する。
変身能力を持つが、声帯が弱点であり、「クワックワッ」という奇声で正体が露見する。タケちゃんマンの誘導尋問に引っかかったり、芸に乗って奇声を発して正体を現すパターンが多かった。「かえるのうた」の合唱も弱点とする。また、ひょうきん族の最終回「タケちゃんマン忠臣蔵」（1989年10月14日放送）では、吉良上野介に変装していたブラックデビルが討ち入りの際に、大石内蔵助に変装していたタケちゃんマンに桜田淳子の「わたしの青い鳥」を歌わせ、自ら『クッククック』を「クワックワックワックワッ」と歌って正体をバレさせている。さらに、姿を変えた後もその声帯ゆえにずっと同じ喋り方をして相槌まで打っていたため、タケちゃんマンにうるさがられていた。正体を現すと単なる木綿100%のレオタードをまとい、頭部には触角ゴールデンポールアンテナと大きな耳という姿となる。また、演者が明石家さんまに交代した第4話のみ顔が黒塗りになっていた。ゴールデンポールアンテナからはゴールデンポール電磁波、ブラックデビル光線などを放つ。耳はブラックデビルイヤーで、遠くの音もキャッチすることができる。防御技としてデビルバリアを持つ。靴には磁石、耳には豆電球が仕込まれており、天井にはりつく、耳が光るなどの特殊能力を発揮する。腰には七つ道具を装備する。体は極度にやせている。また、タケちゃんマンブームが終息しかけたころには、オープニング曲「THE TAKECHANマン」のタケちゃんマンに関連する歌詞をブラックデビルに関連する歌詞に変更したものが放送されており、冒頭の通行人の「あ、タケちゃんマンだ!」のセリフが「あ、ブラックデビルだ!」に、映像の背景に映る「タケチャンマン 贈 足立区後援会」の旗も「ブラックデビル 贈 吉本興業」に変更されているなど、タケちゃんマンを意識した作りになっていた。
歴代の怪人で唯一組織やアジトを持っており、チョッチュネー、水玉デビル、昆虫人間軍団、キヨちゃんマン、鶴ちゃんマン、魔女っ子クーニン（山田邦子）、のりちゃんマン（西川のりお）、ガチンコ星人（島崎俊郎）、普通のチンピラ（九十九一）と多くの配下がいる。一度はこれら配下を総登場させ、タケちゃんマンを攻撃したこともあった。第59話でタケちゃんマンにあと1週間の命と宣告され、華々しい死に方を考えた末、第60話でタケちゃんマンとの真剣勝負の末、急所であるゴールデンポールアンテナを折られて死亡する。死後の戦場には黒い雪が降り、遺体はタケちゃんマンによって故郷の星に帰される。その後、第72話などで3回復活している。

### ブラックデビルJr.
ブラックデビルの息子。続柄の詳細は不明。第62話で初登場。父の仇であるタケちゃんマンを憎んでいる。樋口可南子が最愛の人。演者は明石家さんま。父同様変身能力を持つが、尻尾だけは変身しきれない弱点があり、本性そのままである尻尾をタケちゃんマンにつかまれ、『帰ってきたウルトラマン』の替え歌を歌って変身する。正体を現すと頭部に3本の触角、赤い大耳、輝きを増したタイツ、長い尻尾という姿になる。弱点である尻尾は武器にもなり、鞭や蛇、縄跳びに変えて攻撃する。同時期に登場したホタテマンがテーマソングが作られるなど大人気となり、アミダばばあがヒットしたことから、タケちゃんマンとの最終決着がつかないまま第77話を最後に自然消滅。後に第91話でアミダばばあの化けた偽者が登場するが、本人は消息不明のままである。

## テーマソング
- 好きさブラックデビル（オレたち昔アイドル族[13]） - 1982年9月5日、SP版のみ。B面は「回転禁止の新聞少年」。発売元はポリスター。